# Iontocaine
Iontocaine là một loại thuốc gây mê, được bán trên thị trường dưới hai tên thương hiệu Numby và Phoresor PM900 bởi IOMED inc. Nó là một thuốc gây tê cục bộ với thuốc co mạch, được quản lý thông qua quá trình iontophoresis qua da. Nó có thể làm tê đến 10   mm da chỉ trong 10 phút. Nó là 2% capocaine, 0,01 mg/ml dung dịch epinephrine. Nó được sản xuất bởi IOMED, Inc.
Iontocaine đã được Cục Quản lý Thực phẩm và Dược phẩm Hoa Kỳ phê duyệt vào ngày 21 tháng 12 năm 1995. Nó đã bị ngừng bởi nhà sản xuất vào năm 2005.